# Park Narodowy Mananara Nord
Park Narodowy Mananara Nord – park narodowy położony we wschodniej części Madagaskaru, w regionie Analanjirofo. Rozprzestrzenia się na powierzchni 144 000 ha.
Jest to park lądowo-morski. Został założony w 1989 roku. Znajduje się na liście rezerwatów biosfery UNESCO. Na terenie parku występują głębokie doliny, formacje skalne i wodospady. Roślinność tworzą wilgotnych lasów tropikalnych, bagna, lasy namorzynowe i przybrzeżnych i rzecznych roślin. Część morska obejmuje kilka małych wysp i rafy koralowe. Ekosystem morski jest bardzo atrakcyjny, z powodu istnienia tam koralowców.

## Położenie
W pobliżu parku przebiega droga Route nationale 5. Położony jest 280 km na północ od Toamasiny.

## Flora
W lądowej części parku znajduje się 764 pierwotnych gatunków leśnych i 436 gatunków zawleczonych. Łącznie występuje ponad 1200 gatunków roślin. Często spotykane są palmy, które rosną od brzegu oceanu aż po szczyt Verezanantsoro. Zinwentaryzowano 47 gatunków palm, z których 2 są endemitami. Flora części morskiej składa się z 114 gatunków na trzech różnych siedliskach. Zaobserwowano 7 gatunków namorzyn na 10 występujących na Madagaskarze.
W parku możemy wyróżnić takie gatunki jak Galeola humblotii z rodziny storczykowatych, Dypsis antanambensis z rodziny arekowców, czy monotypowy gatunek Satranala decussilvae również z rodziny arekowców.

## Fauna
W lądowej części parku odnotowano 77 gatunków ptaków, 13 gatunków lemurów, 17 gatunków gryzoni oraz 7 gatunków ryb słodkowodnych. Natomiast w morskiej części parku zaobserwowano 132 gatunków parzydełkowców, 179 gatunków ryb morskich, 16 stawonogów, 2 gady oraz 2 ssaki.
W parku żyje największy przedstawiciel lemurowatych – indris. Chociaż indris posiada zazwyczaj czarno-białą sierść, to populacje w Parku Narodowym Mananara Nord są całkowicie czarne. Ponadto można tu spotkać lemura wełnistego, palczaka madagaskarskiego, czy gatunki ptaków Calicalicus madagascariensis, pustułka malgaska, Euryceros prevostii oraz Coracopsis nigra. W morskiej części parku można spotkać takie gatunki jak Kyphosus cinerascens, Leiognathus equulus, czy gatunki rodzaju Hemiramphus.

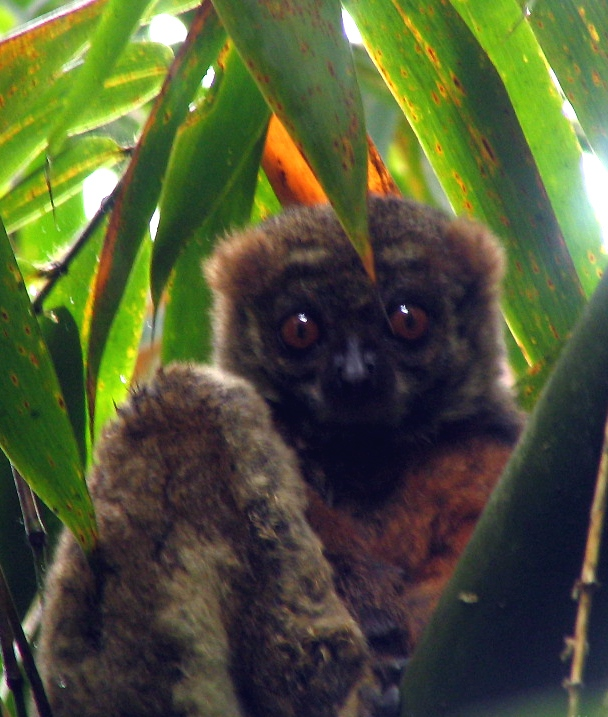
Lemur wełnisty
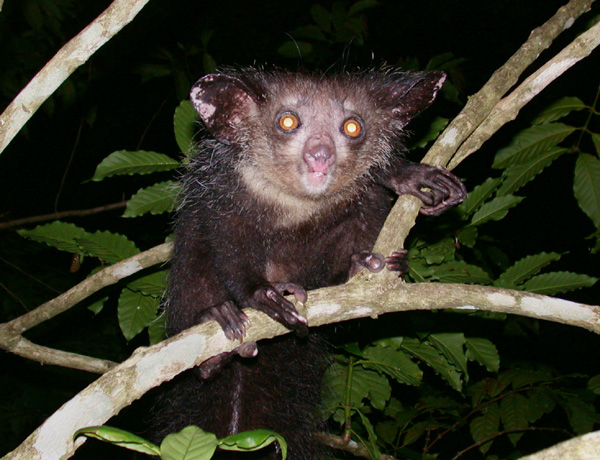
Palczak madagaskarski
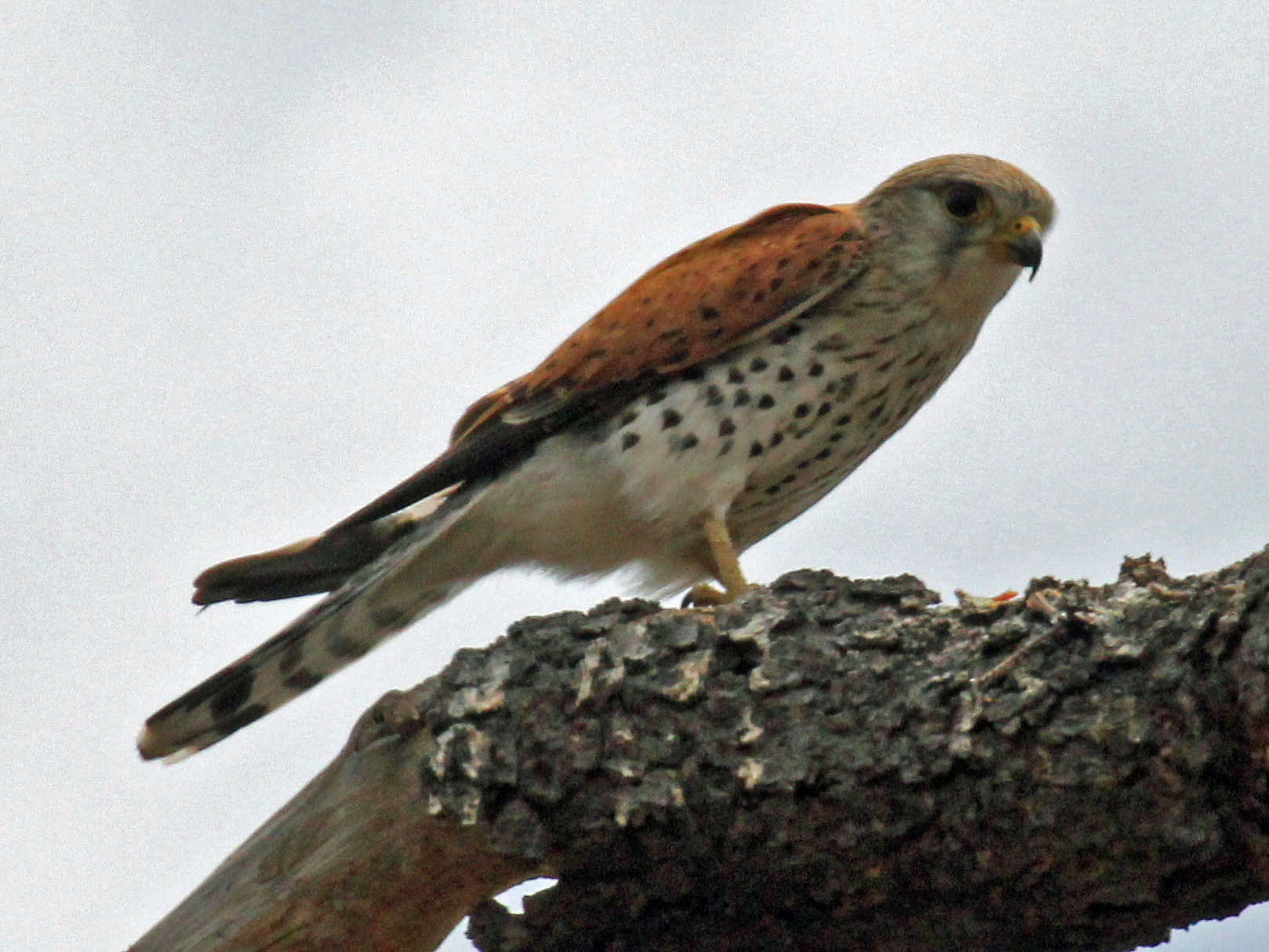
Pustułka malgaska
Coracopsis nigra
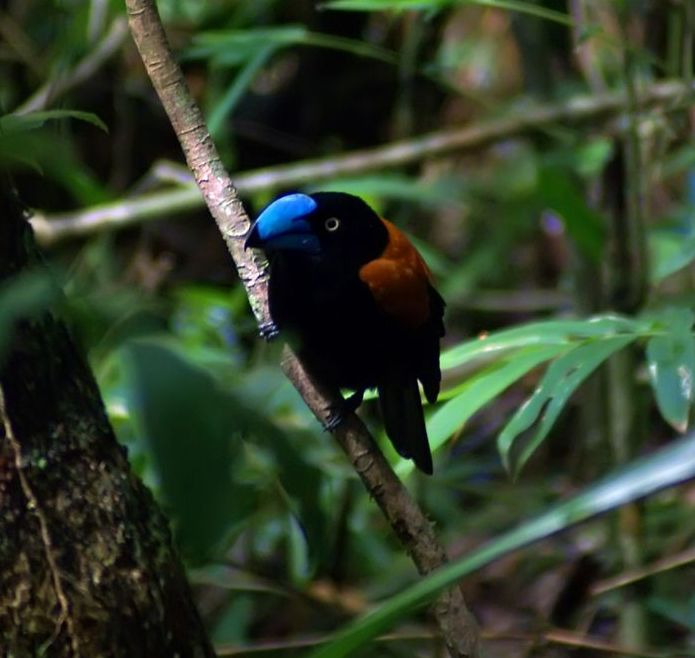
Euryceros prevostii

## Klimat
Klimat jest wilgotny z częstymi opadami i wysokimi temperaturami przez cały rok. Od listopada do marca obszar parku mogą nawiedzać cyklony.

## Ludność
Ludy Betsimisaraka i Tsimihety są głównymi grupami etnicznymi w tym regionie. Trudnią się przede wszystkim rolnictwem uprawiając ryż, kawowce, wanilię i goździki.

## Turystyka
Park jest dostępny dla turystów przez cały rok. Wytyczono dla nich na terenie parku szlaki turystyczne.